# Артаниш
Артаниш (арм. Արտանիշի թերակղզի) — полуостров в Армении, на востоке центральной части озера Севан. На полуострове расположен хребет, к востоку расположен залив Артундж, к западу — Норатусский мыс, вместе с которым полуостров делит озеро на две части: большой Севан и малый Севан. Площадь полуострова составляет около 25 км².

## Флора и фауна
Местность входит в территорию Севанского национального парка. На Артанишском полуострове можно выделить три основных района:
- Прибрежный (леса, состоящие из сосен, тополей, абрикосовые деревьев, диких маслин и крушины)
- Район средней высоты (20—100 м), где распространены такие виды, как можжевельник и роза.
- Альпийский район (более 100 м выше Севана). Здесь преимущественным видом ландшафта является луг.

Разнообразие мест и условий обитания парка способствуют распространению большого числа растений и животных. Из растений здесь можно увидеть: акантолимон, астрагалус, горицвет волжский и многие другие. Артаниш стал приютом для таких птиц как серый гусь, белокрылый турпан, красноголовый нырок, белоголовая утка, лысуха, дикая утка, лебедь, пеганка, армянская чайка, большой и малый баклан, ибис, фламинго, чернокрылый ходулончик и еще более 250 различных видов птиц.